# 音速號列車

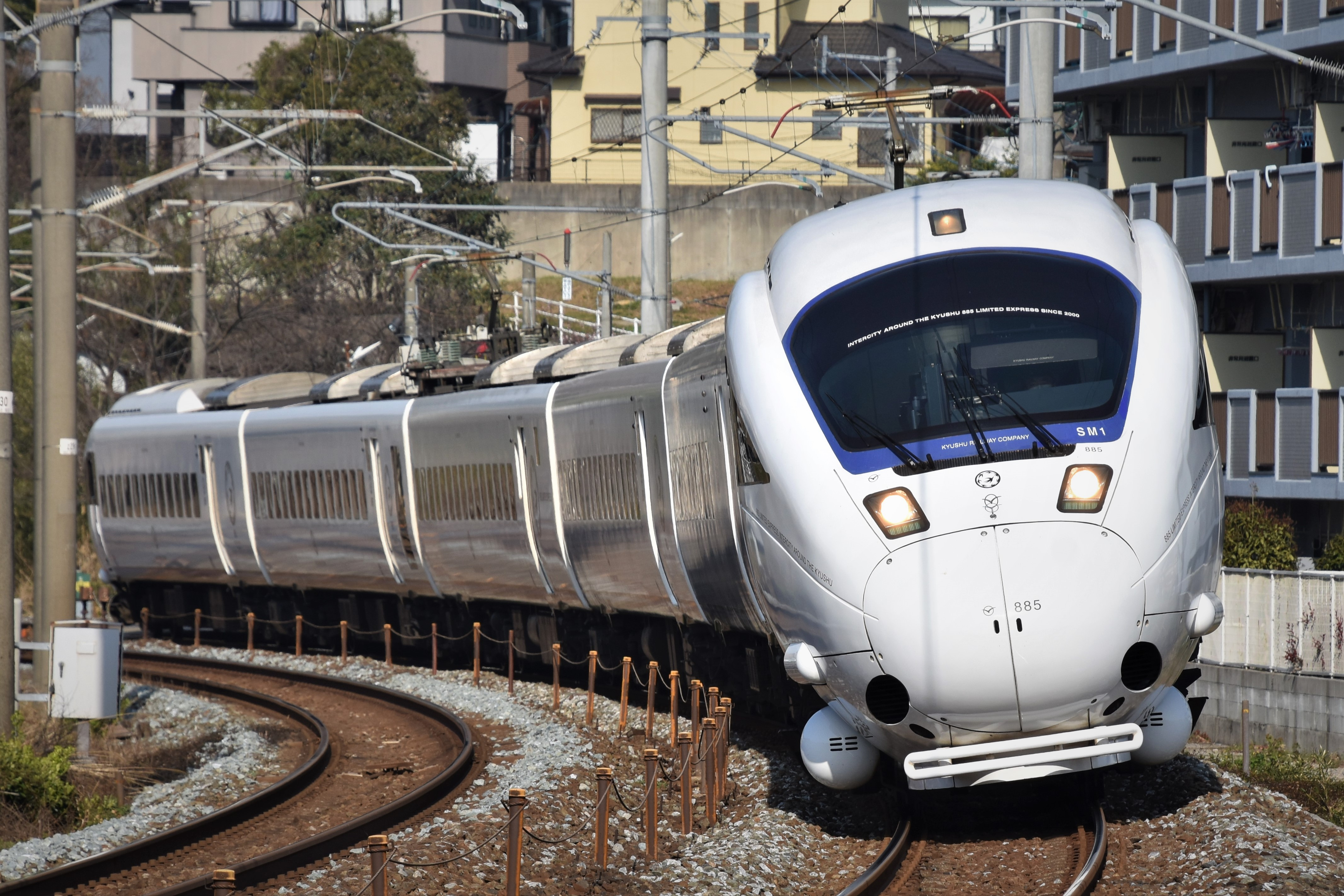
使用JR九州885系的音速號(2021年3月)

音速（日语：ソニック），日本九州旅客鐵道於博多車站與柳浦車站、大分車站、佐伯車站間，經鹿兒島本線、日豐本線運行的特別急行列車。

## 概要
特急列車「音速」起源於1995年4月20日的時刻表改正，原本在博多站 - 大分站間運行的特急「日輪」列車加入了新的883系電車，並將列車名稱命名為「音速日輪」。在這之後，883系電車的數量逐漸增加，到了1997年3月22日的時刻表改正，每天在博多站 - 大分站16個往返班次的「日輪」、「音速日輪」統一為「音速」列車，其中有15個班次是使用883系電車、1個班次仍使用原有的485系電車。
「音速」列車持續增班，在2001年、2003年、以及2008年的時刻表改正中，都有調整出發 - 到達站的動作，並持續增加班次的密度。

### 列車名稱由來
「音速」列車的名稱由來，是因為所使用的883系電車暱稱就叫做sonic（英文的「音速」之意）

## 運行概況
每天在博多站 - 佐伯站間有2個往返班次，博多站 - 大分站間有29個往返班次，博多站 - 柳ヶ浦站間有1個往返班次運轉。在小倉站會進行座位反轉的動作。

### 停車站
博多站 - （吉塚站） - （香椎站） - （福間站）　- （東鄉站） - （赤間站） - 折尾站 - 黒崎站 - （八幡站） - （戸畑站） - 小倉站 - （下曽根站） - 行橋站 - （宇島站） - 中津站 - （柳浦站） - （宇佐站） - （杵築站） - （龜川站） - 別府站 - 大分站 - 鶴崎站 - 大在站 - 幸崎站 - 臼杵站　- 津久見站 - 佐伯站

## 外部連結
- （日語）883系 ソニック（JR九州） （页面存档备份，存于）
- （繁體中文）特快列車「音速」（JR九州） （页面存档备份，存于）